# Josef Taucher (Maler)

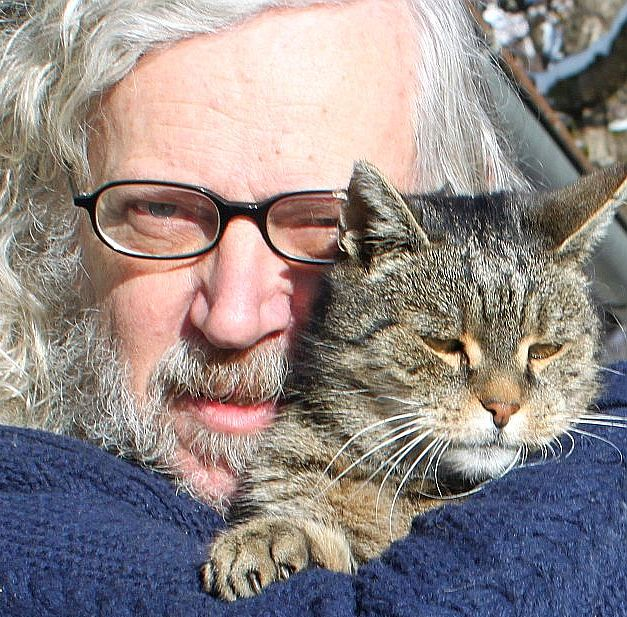
Josef Taucher mit seinem Kater Pinzzi in 2009

Josef Taucher (* 4. August 1948 in Weiz, Steiermark; † 23. März 2022 in Bruck an der Mur) war ein österreichischer Maler, Bildhauer und Grafiker.

## Leben
Josef Taucher erlernte in seiner Heimatstadt Weiz den Beruf des Maschinenschlossers und Elektroschweißers. Zu seiner Lehrlingsausbildung gehörte auch Technisches Zeichnen, welches ihm in seiner gesamten späteren Karriere von Nutzen sein sollte. 1970 bis 1974 besuchte er die HTBLA Ortweinschule Graz, Abteilung Malerei und Grafik. Seit 1974 lebte und arbeitete Josef Taucher als freier Künstler in Graz sowie an unterschiedlichen Orten in der Steiermark. Er wurde in Weiz bestattet.
Mit der Mineralogin und Kristallographin Christine Elisabeth Hollerer verbinden ihn künstlerische Kooperationen sowie eine Ko-Autorenschaft in seiner mineralogischen Publikationstätigkeit.

## Werk
Josef Taucher war vor allem durch seine Ansichten von spektakulären Bergformationen bekannt. In jüngeren Jahren war er passionierter Extremkletterer und untersuchte bereits seit den 1970er Jahren das Verhältnis Natur – Kunst, wobei er sich vor allem in seinen Anfängen unterschiedlichster Kunstgattungen und -methoden bediente. In den 1980er Jahren zählt er neben Siegfried Anzinger, Hans Kupelwieser, Manfred Wakolbinger, Lois Weinberger oder Erwin Wurm zu den wesentlichen Repräsentanten der Neuen Bildhauerei in Österreich. Weniger bekannt als seine Malerei ist sein autonomes grafisches Werk.
Seit den 1980ern arbeitete Josef Taucher zudem als Mineraloge. Er entdeckte vier neue Minerale wie beispielsweise Weinebeneit und Pretulit, an deren Strukturbestimmung er maßgeblich beteiligt war. Des Weiteren publizierte er über mehrere Jahrzehnte hinweg eine Vielzahl an mineralogischer Fachliteratur.

## Ausstellungen (Auswahl)
- 1980: Internationale Malerwochen (Werke der XV. internationalen Malerwochen), Neue Galerie Graz
- 1981: Josef Taucher Bilder 81, Joanneum, Ecksaal, Graz
- 1984: Neue Wege des plastischen Gestaltens in Österreich, Künstlerhaus, Neue Galerie Graz
- 1985: Los Angeles Summer – styrian autumn 1985, Municipal Art Gallery, Los Angeles
- 2016: Josef Taucher uneben, Stadtgalerie – Kunsthaus Weiz
- 2018: Josef Taucher Die Natur lügt nicht, Kunsthalle Graz
- 2018: Josef Taucher, Galerie transit Barbara Edlinger, Graz
- 2023: Josef Taucher tauchergänge, Stadtgalerie – Kunsthaus Weiz

## Öffentliche Sammlungen (Auswahl)
- Artothek des Bundes
- Neue Galerie Graz

## Auszeichnungen
- Kunstförderungspreis der Stadt Graz 1984